# Peugeot DMA
Il DMA era un autocarro prodotto dal 1941 al 1946 dalla Casa automobilistica francese Peugeot. Dal 1946 al 1950 furono prodotti i modelli che lo rimpiazzarono, sempre derivati dal DMA stesso.

## Profilo
Lanciato nel 1941, il DMA fu il primo veicolo, tra quelli prodotti dalla Peugeot, in generale che adottò un abitacolo in posizione molto avanzata. Riscosse subito un buon successo commerciale, grazie soprattutto alla sua maneggevolezza e alla possibilità di trasportare un carico massimo di ben 2 tonnellate, grazie anche al retrotreno dotato di ruote gemellate. In totale gli esemplari di DMA prodotti furono 8046.
Il DMA montava il motore già utilizzato dalla Peugeot 402, vale a dire un 4 cilindri in linea da 2142 cm³ di cilindrata, con distribuzione a valvole in testa. Sul DMA, tale motore era però depotenziato a soli 45 CV (dai 65 originari), pertanto le prestazioni scesero a 70 km/h di velocità massima. Chiaramente, un simile decremento di potenza si ripercosse negativamente sul consumo di carburante. A 50 km/h, con un litro di benzina (i motori a gasolio erano ancora agli albori) si riuscivano a percorrere non più di 5 km!
Essendo in pieno periodo bellico e scarseggiando le risorse, il DMA a benzina fu temporaneamente tolto di produzione e venne proposto invece con motore a gas, con il quale però la potenza scendeva addirittura a soli 34 CV, penalizzando ulteriormente le prestazioni.

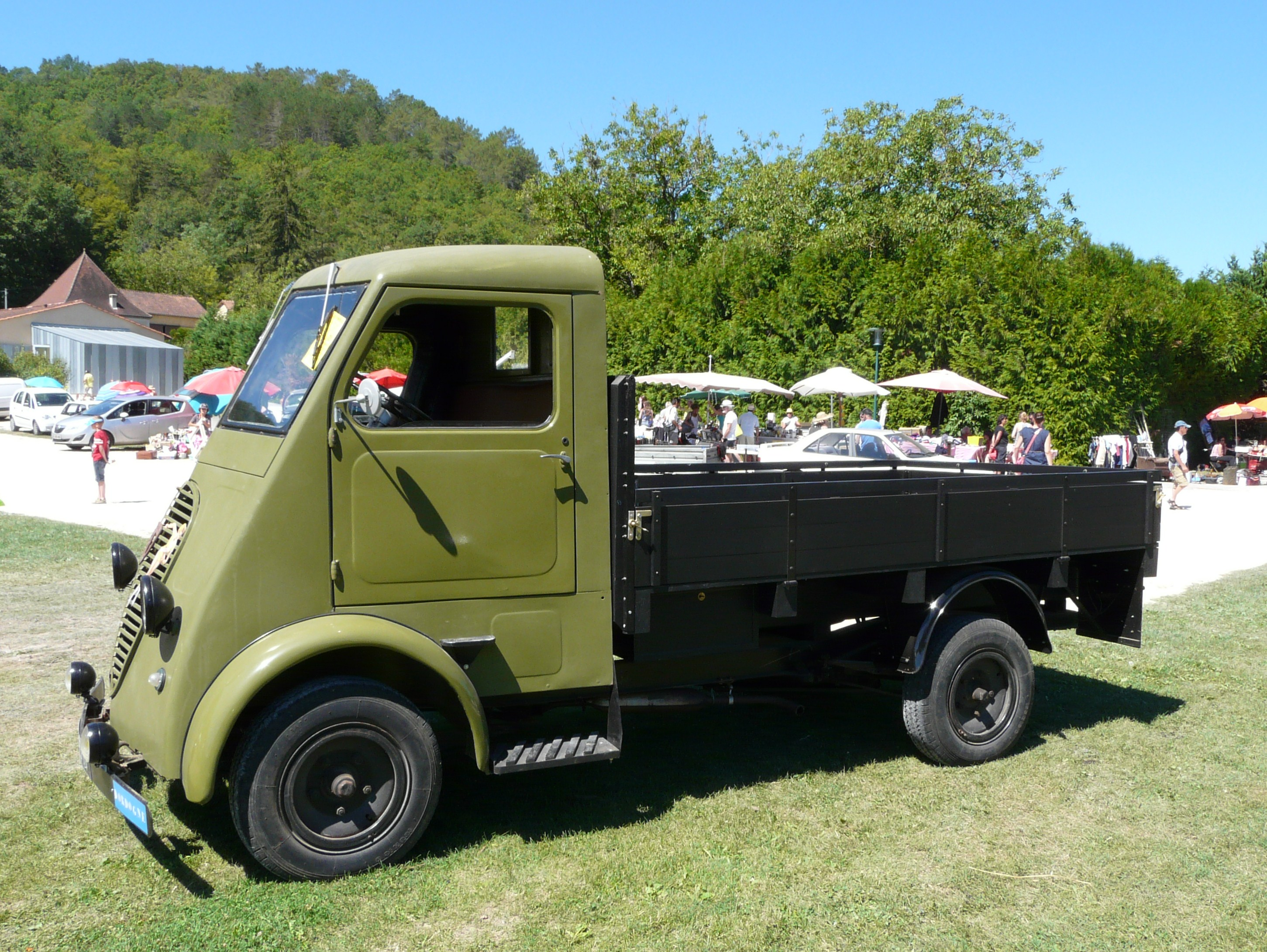
Un Peugeot Q3A

Terminata la guerra, il DMA fu riproposto nuovamente con motore a benzina e la produzione andò avanti fino al settembre 1946, anno in cui fu rimpiazzato dal DMAH, un autocarro simile al DMA, ma con qualche aggiornamento di dettaglio, come il cassone saldato anziché rivettato e la presenza dei vetri discendenti in luogo di quelli fissi. Il DMAH fu prodotto fino al 1948.
A partire da quell'anno fu invece proposto il Q3A, una nuova variazione sul tema DMA, consistente in una semplificazione del modello originario: innanzitutto, il retrotreno non era più gemellato e ciò comportò una drastica riduzione del carico utile, che scese a 14 quintali. Inoltre, il motore utilizzato non fu più quello della 402, ma il più piccolo motore da 1290 cm³ della Peugeot 203, con potenza massima limitata a 40 CV. La velocità massima era di 65 km/h ed il consumo era di 14 litri/100 km. Il Q3A fu prodotto in 4207 esemplari fino al 1950, anno in cui fu rimpiazzato dal Peugeot D3.